# Browerville
Browerville è una città degli Stati Uniti d'America, situata in Minnesota, nella contea di Todd.